# فريدريك تشارلز فرانك
السير فريدريك تشارلز فرانك (بالإنجليزية: Frederick Charles Frank) (6 مارس 1911 - 5 أبريل 1998) عرف باسم السير تشارلز فرانك، هو فيزيائي نظري بريطاني.

## نشأته وتعليمه
ولد في ديربان في جنوب أفريقيا ثم عادا والديه إلى إنجلترا ودرس في مدرسة ثتفورد قرامر ‏ ومدرسة إبسويتش ‏ ثم التحق بكلية لينكولن، أكسفورد ‏ لدراسة الكيمياء وعلى حصل درجة الدكتوراة من قسم العلوم الهندسية، جامعة أكسفورد ‏.